# Andy Burnham

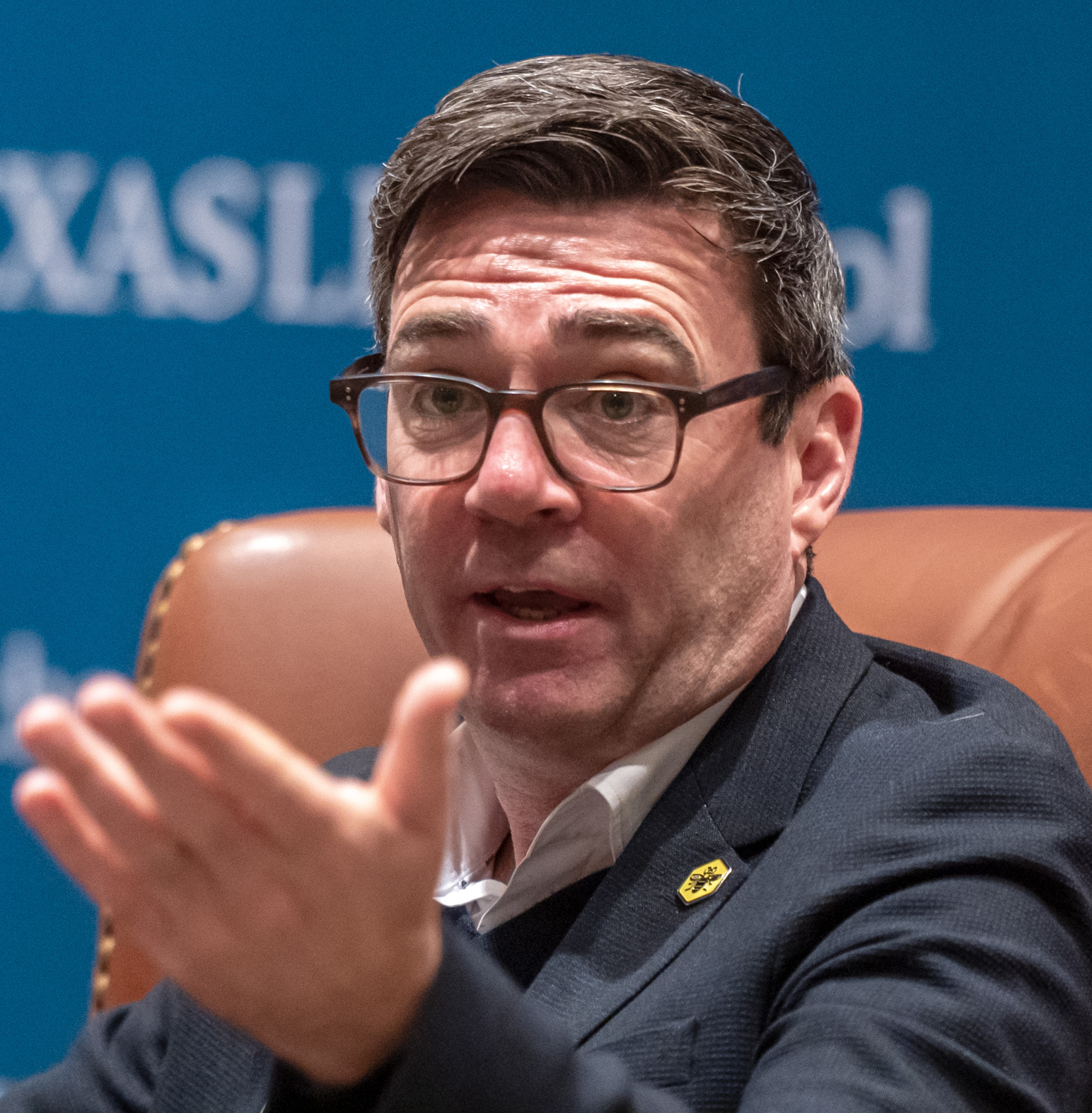
Andrew Burnham (2025)

Andrew Murray (Andy) Burnham (Aintree in Lancashire, 7 januari 1970) is een Brits Labour-politicus. Hij werd in 2017 gekozen tot burgemeester van Greater Manchester, en in 2021 en 2024 herkozen. Eerder was hij lid van het Lagerhuis en minister in het kabinet-Brown. 

## Biografie
Burnham studeerde in Cambridge Engels aan het Fitzwilliam College.
Burnham was van 2001 tot 2017 lid van het Lagerhuis voor het district Leigh. Hij bekleedde vanaf 2006 verschillende functies in het kabinet Kabinet Blair-III. Van 2009 tot 2010 was hij minister voor Volksgezondheid van Groot-Brittannië in de regering van Gordon Brown. Van 2011 tot 2015  was hij de schaduwminister van Volksgezondheid in het schaduwkabinet van Ed Miliband.
Toen Labour de parlementsverkiezingen van 2015 had verloren, trad Milliband af als partlijleider. Burnham stelde zich kandidaat om hem op te volgen, maar werd tweede achter de verrassende winnaar Jeremy Corbyn. Hij werd vervolgens minister van binnenlandse zaken in Corbyns schaduwkabinet.  In 2016 werd hij aangewezen als de kandidaat namens Labour voor de burgemeestersverkiezingen in Greater Manchester, die hij in mei 2017 won. In 2021 en 2024 werd hij met een grote meerderheid herkozen.